# 徐伯
徐伯，西汉著名的水利专家。齐郡（今山东临淄）人。 汉武帝元光六年（前129年）花了三年時間及數萬民伕开掘了漕渠，由長安經終南山直達黃河。漕渠的開發节省了漕运路程, 關東至长安漕运只需一半的时间，同時也有利於農務灌溉